# الإدارة الأهلية في السودان
الإدارة الأهلية في السودان	 هي نمط من أنماط الحكم التقليدي انتشر في بلاد السودان منذ عهود السلطنات القديمة كسلطنة الفونج والعبدلاب وممالك التنجر وتقلي والمسبعات، وأخيراً سلطنة دارفور وغيرها من مراكز السلطة في سودان وادي النيل، وتطور هذا النظام خلال التجربة التاريخية للحكم في السودان. فالإدارة الأهلية بمفهومها العام، تعنى إدارة القبائل ممثلة بزعمائها لشئون المناطق والوحدات الإدارية التابعة لها من خلال قواعد العرف والعادات والأخلاق في ظل إشراف السلطة المركزية ورقابتها، وتتمتع بموجب النظم الإدارية بمجموعة من الصلاحيات والسلطات والاختصاصات المحددة وتؤدي مهام معينة تتعلق بقضايا المواطنين في الوحدة الإدارية المعينة التابعة لها ضمن حدود الدستور والقانون.
ويقوم نظام الإدارة الأهلية على حكم النظار والعُمد والشيوخ في المجتمع المحلي، وتعد كلمة الناظر حكماً نهائياً نافذاً على افراد قبيلته جميعهم، وهو من يمثلهم لدى السلطات المحلية والمركزية بالدولة. وتختلف مسميات زعامات الإدارة الأهلية بالسودان من مكان لأخر. ففي غرب السودان وخاصة ولايات دارفور تستخدم القبائل العربية المسميات نفسها المستخدمة بشمال السودان، أما قبائل الفور، فهي تستخدم ألقاب الشرتاي والدملج والدمنقاوي والفرشة، فيما تستخدم قبائل المساليت لقب السلطان الذي يتسمى به أيضا بعض زعماء قبائل جنوب السودان.

## تاريخ الإدارة الأهلية في السودان الحديث

### الحكم التركي (1821-1885)
بالرغم من وجود آراء مغايرة خاصة في أوساط النخب السياسية والثقافية التي تعتبرالأدارة الأهلية بأنها «صنيعة استعمارية»، إلا أن هناك من يرى أن الإدارة الأهلية في السودان لم تنشأ من عدم، فتاريخها يرجع إلى فترة ما قبل قيام الدولة السودانية الحديثة أي قبل نشوء السلطنة الزرقاء فقد كانت هناك مشيخات وزعامات قبلية تزاول نوعاً من النشاط السياسي أو السيادي على قبيلة أو منطقة معينة. وظلت قائمة حتى بعد زوال السلطنة الزرقاء عام1821 م وبقيت نشطة في عهد الدولة التركية السابقة بالسودان بل كانت من أهم العوامل التي أدت إلى طول أمد فترة ذلك النظام الممتد من عام 1821 م وحتى عام 1885 م، نسبة لإستعانته بها في حفظ الأمن وتحصيل الضرائب.

### عهد الدولة المهدية (1881-1899)
بايع زعماء القبائل السودانية الأمام محمد أحمد المهدي مؤسس الدولة المهدية وناصروه في ثورته ضد الحكم التركي للسودان وساهموا في نجاحها إلى أن تم تحرير الخرطوم سنة 1885 م، ولكن بعد تحول المهدية من مرحلة الثورة إلى مرحلة الدولة قامت قيادة الدولة المهدية ممثلة في الخليفة عبدالله التعايشي بعزل بعض زعماء القبائل واستعاضت عنهم بآخرين من أصحاب الولاء للفكرة المهدية كما قامت بزج البعض الآخر في السجون لعدم ولائهم للمهدية مما أدى إلى تصدع في بنيان الإدارة الأهلية.

### الحكم الثنائي (1899 - 1956)
بعد سقوط دولة المهدية اعتمد الحكم الثنائي الإنجليزي المصري في السودان نظام الإدارة الاهلية في البادية وبشكل خاص المناطق النائية عن المركز لإنخفاض تكلفته وتقبله من المواطنين وتم تقنينها بقوانين ولوائح ومنشورات تحدد سلطاتها وأسلوب ممارستها التي شملت منح زعماء القبائل بعض السلطات القضائية والأمنية والإدارية، مما مكن زعامات هذه القبائل من الفصل في جميع أنواع الخصومات وضبط الأمن حسب الأعراف والتقاليد وقواعد الأخلاق في تلك المناطق. وقد استغل الحكم الثنائي نظام الإدارة الأهلية ووظّفه لمصلحته، فقد كان الحاكم العام يوفد مندوبه إلى الناظر أوالسلطان أوالشرتاي لإملاء توجيهاته والذين بدورهم يقومون بانزال التوجيهات إلى مستويات الإدارة التي تدنوهم درجة كالعمدة والشيخ ثم الخفير، فكانت الجبايات والاتاوات المفروضة من الحاكم العام، يتم جمعها وتحصسلها عبرهم.

### المجلس الاستشاري لشمال السودان
تم في سنة 1910 تكوين مجلس الحاكم العام لبحث وإجازة القوانين واللوائح والأوامر التي يصدرها حاكم عام السودان إبان الحكم الثنائي، تلاه إنشاء المجلس الاستشاري لشمال السودان في الفترة 1943 - 1948م. وتكون المجلس الاستشاري من 30 عضواً من زعماء القبائل والعشائر ورجال الدين وجميعهم كان من شمال السودان وذلك لمعاونة مجلس الحاكم في أداء مهامه.

## فترة ما بعد الإستقلال
مع فجر استقلال السودان في يناير / كانون الثاني 1956م، لعبت الإدارة الأهلية دوراً سياسياً ملحوظا في السودان فقد شارك بعض النظار في الجمعية التأسيسية عام 1955 وكان الناظر عبدالرحمن دبكة ناظر عموم قبيلة بني هلبة في ولاية جنوب دار فور هو أول من نادى باستقلال السودان من داخل البرلمان السوداني.استمرت الإدارة الأهلية بعد استقلال السودان عام 1956 وحافظ زعماء القبائل المحليين على ما كانوا يتمتعون به في العهود السابقة من سلطات قضائية وإدارية ومالية، وانتشرت المحاكم الأهلية التي عرفت بمحاكم النُظار والعُمد بهدف تنظيم سبل التعايش السلمي ومراقبة الخدمات، وتسوية النزاعات بين القبائل ورعاية علاقات التعايش بين مناطق التماس القبلي. كما ساعدت الإدارة الأهلية حكومات الاستقلال على جباية الضرائب وجمع الزكاة وأسهمت في الحفاظ على الأمن والاستقرار في مناطق سكني القبائل في الأرياف والبوادي.

### حكومة انقلاب الفريق عبود (1959-1994)
عمدت حكومة المجلس الأعلى للقوات المسلحة بزعامة الفريق إبراهيم عبود في تقليص نفوذ الإدارة الأهلية وتقليل أهميتها. ففي عام 1959 تم تشكيل لجنة برئاسة القاضي محمد أحمد أبو رنات بغرض تنظيم العلاقة بين المركز والأطراف، وأصدرت لجنة أبو رنات قانوناً نص على تفتيت القيادة الإدارية للإدارة الأهلية وتوزيع سلطاتها على مؤسسات المركز فأصبحت مهمة القضاء تحت إشراف قاضي من الحضر، وعُهد للشرطة رصد أعمال الأمن في مناطق الإدارة الأهلية وغدت جباية الضرائب من مسؤولية ضباط المركز.
لقد ظل نظام الإدارة الأهلية يعيش حالة من التضعضع وتناقص النفود تدريجيا بعد خروج المستعمر من السودان لأن الحكومات الوطنية بعد الاستقلال رأت في نظام الإدارة الأهلية بمثابة إرث استعماري ولذلك لم تعره الاهتمام، وبعد ثورة أكتوبر / تشرين الأول 1964 التي أطاحت بنظام عبود، اخذت الصفوة المثقفة في المدن تتحدث عن نظام الإدارة الأهلية باعتباره نظاماً لا يتناسب مع التنمية المنشودة والتطور في السودان

### حكومة نظاممايو/أيار(1969–1985)
الغى جعفر نميري الإدارات الأهلية وقضى على سيطرة نظار القبائل على الأراضي، واستعاض عنها بقانون الحكم الشعبي المحلي لعام 1971. فقد كان نظام مايو يرى في الإدارة الإهلية باعتبارها «امتداداً طبيعياً للتربية الاستعمارية وطريقة متخلفة في الحكم فات أوانها»، حسب وصف الرائد أبو القاسم محمد إبراهيم أحد أركان النظام المايوي. غير أن حكومة مايو / أيار ذاتها حاولت في سنواتها الأخيرة إعادة الإدارة الأهلية إلى ما كانت عليه وهو ما فعلته حكومة الديمقراطية الثالثة التي اعقبتها والتي قدمت مشروعاً لإعادة الإدارة الأهلية بعد ما فقدت نفوذها السياسي وتراجع دورها الإداري والقبلي لكن تلك الحكومة لم تتمكن من تطبيق مشروعها لأنها سرعان ما سقطت أمام انقلاب الإنقاذ.

### حكومة نظام الإنقاذ (1989-2019)
وبعد سقوط نظام جعفر نميري أخذت الإدارة الأهلية تستعيد دورها في الساحة السياسة والمجتمع تدريجياً حتى حازت الاعتراف بها يشكل غير مباشر في بداية عهد الإنقاذ بعد استيلاء الإسلاميين على الحكم في السودان الذين قامواأيضاً بتوظيف الإدارة الأهلية في مشاريعهم السياسية وفي حشد التأييد الشعبي وتجنيد المقاتلين في الحرب في جنوب السودان. قررت حكومة الإنقاذ إعادة نظام الإدارة الأهلية وإحيائه ولكن بتسمية مختلفة حيث اطلقت عليه اسم النظام الأهلي، ويتزعمه أمير وهو قائد الجماعة، تطبيقاً للمفهوم الإسلامي في هذا المضمار. وجرى تقسيم النظارات إلى عدة نظارات، فمثلاً قبائل المسيرية الذين كانت لهم إبان الحكم الثنائي ثلاث نظارات، تم تحويلها إلى 21 إمارة بما فيها منطقة أبيي، وتبع ذلك أن تقلصت الصلاحيات، وتشرذمت الإدارات الأهلية وبالتالي تضاعف صرف الحكومة على زعماء الإدارة الأهلية وهباتها لهم وهداياها لكسب تأييدهم والفوز بولاءات المجتمعات التقليدية التي يتزعمونها. وعملت الإنقاد على استقطاب عدد من القبائل قامت بدعمه بالمال وتسليحه بالعتاد. واستخدمت وظائف الإدارة الأهلية التقليدية كوظائف حكومية تختص بها للقبائل الموالية للنظام.

### ثورة ديسمبر/ كانون الأول 2019
وبنجاح ثورة ديسمبر/ كانون الأول في اسقاط نظام الإنقاذ عام2019 استمرت عملية تسييس الإدارة الأهلية وزاد الاهتمام بدورها في حشد التأييد من قبل المجلس العسكري الإنتقالي السوداني الذي يرى فيها بمثابة حاضنة (قاعدة) سياسية له ضد خصمه المتمثل في مجموعة تحالف قوى إعلان الحرية والتغيير اثناء مفاوضات وضع دعائم الحكم للعهد الجديد. وتطورت هدايا الحكومة لاسترضائهم من بندقية واحدة لخفير الناظر كما كان في عهد الحكم الثنائي إلى العطايا المالية الرمزية والأوسمة ثم إلى سيارات الدفع الرباعي -التي تُعد ميزة لزعيم في منطقة رعوية أو بدوية - في العهد الثوري الجديد. ودعت قيادة المجلس العسكري الإنتقالي وفودا من النظار والمشايخ إلى الخرطوم، وخاطبهم نائب رئيس المجلس في مساعٍ لإسناد بقاء المجلس في السلطة. وكان أبرز ما اتفق عليه معهم هو تفويض المجلس لتشكيل حكومة مدنية بالاتفاق مع قوى الحرية والتغيير أو بدونها.

## هيكل الإدارة الأهلية
يأتي على قمة هرم الحكم في الإدارة الأهلية الناظر وهو زعيم القبيلة وهناك نوعان من النظار: ناظر القبيلة وناظر عموم القبيلة - عندما تكون القبيلة كبيرة تتكون من عدد من نظار القبائل الأصغر أو العشائر. ويلي الناظر العمدة الذي يدير العمودية وهي جزء من النظارة ثم الشيخ وهو الذي يُدير مشيخة عادة ما تكون حياً سكنياً في الحضر أو قرية في البادية ويطلق عليها حلة (بكسر الحاء وتشديد فتح اللام) أو فريق للرُحل، وله سلطات ومجموعة من الأجاويد أي المحكمين أو المستشارين الذين يساعدونه في عملية تسوية قضايا منطقته، ويتبع الشيخ كل من العمدة والناظر ويأتي في قاعدة الهرم الخفير وهو الذي يتولى مهام الحراسة أو تنفيذ الأوامر قسراً وقد يكون مسلحاً بسلاح ناري تقليدي أو يرتدي زياً عسكرياً لتمييزه عن غيره.

## مهام الإدارة الأهلية
كانت تتلخص مهام زعماء القبائل والعشائر إبان عهد الممالك والسلطنات السودانية القديمة بما في ذلك الدولة المهدية في:
- إدارة المحاكم الشعبية،
- الاستجابة لأوامر السلطان، أو المك أو الخليفة أو الحاكم في المركز بشكل عام،
- جمع الجزية أو الضرائب السنوية؛ وإرسالها إلى العاصمة،
- تجهيز المقاتلين للحرب ضد أعداء البلاد الخارجيين أو المتمردين على المركو.
- حفظ الأمن، وتأمين الطرق، وردع المعارضين.[13]

أما في فترة الحكم الثنائي 1916-1956م فقد تم تعزيز الإدارة الأهلية بتنظيمها قانونياً بصدور قانون عام 1922 والذي منح بموجبه زعماء القبائل سلطات وصلاحيات كبيرة لإدارة شؤون قبائلهم ومجتمعاتهم المحلية، وإدارة الأرض ومواردها، وفض النزاعات القبلية، إضافة إلى النظر في الأحكام العرفية بين القبائل. وهو القانون الذي استبدله حاكم عام السودان جون مفي عقب ثورة اللواء الأبيض عام 1924ى م، بقانون سلطات المشايخ لعام 1927 ومن أهم بنوده إنشاء وظائف جديدة في هياكل الإدارة الأهلية كتقدير الضرائب، والاشتراك في جمعها، وفي كيفية إدارة بعض الخدمات الاجتماعية كخدمات الأسواق؛ ونقل النفايات، ودفع مرتبات أعضاء الإدارة الأهلية.
وفي عهد حكومات ما بعد الاستقلال فقد دخلت الإدارة الأهلية في معترك السياسة وتم تجريدها من بعض صلاحياتها التقليدية، ففي عهد الرئيس جعفر نميري 1969-1985 صدر قانون الأراضي غير المسجلة لسنة 1970 م وبموجبه تم تحويل ملكية الأراضي للدولة بما فيها الحواكير التي كان يعتمد رجالات الإدارات الأهلية على مواردها في دارفور، ثم صدر في العام نفسه قراراً بحل الإدارة الأهلية في السودان.

## الأدارة الأهلية والنزاعات والحروب القبلية
هناك من يرى إن تدخل حكومات ما بعد الاستقلال في الإدارة الأهلية خاصة في عهد الرئيس نميري والفريق البشير ثم الفريق عبد الفتاح البرهان واستغلالهم لها في تثبيت دعائم حكمهم وحشد التأييد الجماهيري سواء كان لإظهار القوة امام الخصوم أو من خلال استخدام أصوات افراد القبائل في الاستفتاءات والانتخابات التي نظموها كما في عهد النميري والبشير، بالإضافة إلى اضعافها عبر تصفيتها حيناً أو استبدال زعاماتها بزعامات أخرى موازية ومؤيدة حيناً آخر، أدي ذلك كله إلى تأجيج الخلافات بين القبائل واستفحال النزاعات وسطها والتي كانت تتم تسويتها سابقاً وبشكل فوري من خلال أساليب الحوار والصلح والتحكيم التقليدية دون تدخل مباشر من المركز. فاندلاع النزاعات القبلية في ولايات النيل الأزرق وكردفان ودارفور وكسلا والبحر الأحمر، يعود وفقاً لهذا الرأي إلى تخبط الرئيس الأسبق جعفر النميري وقيامه بتصفية الإدارة الأهلية دون دراسة كافية وتجهيز البديل ثم ما لبث أن عاد وأرجعها، ففي الفترة التي غابت فيها الإدارة الأهلية تشعبت المشكلات بين القبائل وقامت الفتن وكثر التعدي على المناطق الزراعية والرعوية والسكنية ثم الاقتتال بين القبائل إلى جانب انفلات الأمن وعدم الاستقرار في كثير من مناطق السودان الريفية.
كما أن استحداث عمر البشير لسلطنات وشرتايات وإمارات ومكوكيات ونظارات وعموديات موازية لخلق المنافسة داخل القبيلة وفيما بين القبائل كان سببا في ما حدث من اقتتال في مدن مثل كسلا والجنينة والدمازين.